# 沈之瑜
沈之瑜（1916年—1990年），本名茹志成，浙江杭州人。就讀上海美術專科學校西洋畫系，師從近代著名書畫家劉海粟先生，1935年畢業後留校擔任助教，1960年任該校副校長。沈之瑜於1940年加入中國共產黨， 後歷任上海市社會文化事業管理處處長、上海博物館館長、上海復旦大學教授、中國文物保護科學技術協會常務理事、中國殷商文化學會理事及國際博物館協會會員。他終生致力於博物館事業及教育研究，是中國文博事業的先趨，文化藝術的教育家，為中國的文物保護及科學管理系統，墊定了堅實的貢獻。
並曾參與過尋訪中共一大會址等革命舊址，查找到三個地方：中共一大會址（黃陂南路興業路路口的房屋），博文女校，陳獨秀寓所。
女作家茹志鹃是他妹妹。

## 著作
- 《甲骨文講疏》
- 《甲骨文通檢》[4]
- 《甲骨學基礎講義》[5]
- 《殷墟卜辭的辭式與辭序》
- 《跋（蘿軒變占箋譜）》
- 《偉大的中國青銅藝術》
- 《大樑司寇鼎考釋》
- 《（戩壽堂所藏殷虛文字）補正》
- 《套蔔大骨一版考釋》
- 《殷虛卜辭新獲》
- 《「百講」、「正河」解》
- 《沈之瑜文博論集》[6]
- 《素描研究》